# Second World
Second World è il terzo album del gruppo gothic metal/doom metal italiano The Foreshadowing, pubblicato nel 2012.

## Tracce
1. Havoc – 7:13
2. Outcast – 4:51
3. The Forsaken Son – 4:35
4. Second World – 5:38
5. Aftermaths – 6:29
6. Ground Zero – 4:31
7. Reverie Is A Tyrant – 5:16
8. Colonies – 6:21
9. Noli Timere – 6:01
10. Friends Of Pain – 4:01

## Formazione[1]
- Marco Benevento - Voce
- Alessandro Pace - Chitarra
- Andrea Chiodetti - Chitarra
- Francesco Sosto - Tastiere, Voce
- Davide Pesola - Basso
- Jonah Padella - Batteria